# Недеље са Ањом
„Недеље са Ањом” је југословенски ТВ филм из 1974. године. Режирао га је Владан Слијепчевић а сценарио је написао Радмило Пеић.

## Улоге
| Глумац                  | Улога             |
| ----------------------- | ----------------- |
| Весна Крајина           | Ањина мајка       |
| Петар Лупа              | Конобар           |
| Божидар Павићевић Лонга | Командир милиције |
| Слободан Цица Перовић   | Иван, отац        |
| Јелисавета Сека Саблић  | Лекарка           |
| Рамиз Секић             | Лекар             |
| Радомир Шобота          |                   |
| Душан Тадић             | Милиционер        |
| Бора Тодоровић          | Тома              |